# Verwaltungsgemeinschaft Kasendorf
In der Verwaltungsgemeinschaft Kasendorf im oberfränkischen Landkreis Kulmbach haben sich folgende Gemeinden zur Erledigung ihrer Verwaltungsgeschäfte zusammengeschlossen:
1. Kasendorf, Markt, 2431 Einwohner, 39,00 km²
2. Wonsees, Markt, 1133 Einwohner, 36,79 km²

Sitz der Verwaltungsgemeinschaft ist Kasendorf.